# Georges Sourís
Georges Sourís (en grec moderne : Γεώργιος Σουρής), né le 2 février 1853 et mort le 26 août 1919, fut un des plus importants poètes satiriques de la Grèce contemporaine, ayant été qualifié d’« Aristophane moderne ».
Il est né en 1853 à Ermoúpoli sur l'île de Syros. Sa famille était aisée et son père voulait qu'il devienne pope, mais après avoir fait faillite il l'envoya comme employé dans l'entreprise d'un de ses oncles, marchand de céréales en Roumanie. Souris, ne pouvant se résoudre à une carrière commerciale, écrivit en cachette des vers dans les registres, et démissionna au bout de deux mois.
En arrivant à Athènes, il s'inscrivit à l’École de philosophie de l’Université. Il ne parvint cependant pas à obtenir sa licence, à cause de problèmes économiques. Pour gagner sa vie, il donna des leçons et travailla comme journaliste.
Le 2 avril 1883 il publia le premier exemplaire de Roméos, un magazine satirique hebdomadaire en vers. 
Il passa ses examens en août à l’Université mais échoua en calcul, "avec les honneurs" comme il le dit par autodérision. Roméos parut jusqu'en 1918 (peu avant la mort de Souris), pendant 36 ans et 6 mois, soit un ensemble de 1444 numéros. Il traduisit en vers Les Nuées d’Aristophane, dont la représentation au Théâtre populaire d'Athènes en 1910 fut un succès. Il écrivit aussi des comédies.
Son œuvre se caractérise par la fécondité de sa poésie  et l'abondance de ses vers. Il écrivait toujours de façon bienveillante, critiquant le peuple, les dirigeants et les rois sans injure. Il se moquait aussi souvent de lui-même, le poème Mon portrait étant un bon témoignage de son autodérision.
Certains l'ont traité de « rimailleur » et ont accusé son œuvre de manquer de valeur poétique ou d'être complètement superficielle.
Il est décédé en 1919 à Néo Fáliro et a eu droit à des funérailles nationales.